# Fika
Fika (vyslovováno [fíka]) je švédské slovo, které označuje „přestávku na kávu“, tradiční součást každodenního života obyvatel Švédska.
Tento společenský zvyk může mít podobu posezení s přáteli, rodinou či s někým úplně cizím, během něhož se v kavárně, u přátel či doma pije káva nebo konzumují různé sladkosti. Fika se může konat v libovolném denním čase, ideálně by mělo být na výběr ze sedmi druhů moučníků a káva by neměla být silná ani slabá – čili v souladu se švédským konceptem přiměřenosti lagom.
Fika se poprvé objevila v 19. století jako humorná zkomolenina (obrácení slabik) výrazu „kaffi“, což označovalo taktéž přestávku na kávu.